# Eragrostis boriana
Eragrostis boriana är en gräsart som beskrevs av Georg Oskar Edmund Launert. Eragrostis boriana ingår i släktet kärleksgrässläktet, och familjen gräs.
Artens utbredningsområde är Irak. Inga underarter finns listade i Catalogue of Life.